# Pātharpratima Island
Pātharpratima Island är en ö i Indien.   Den ligger i delstaten Västbengalen, i den östra delen av landet, 1 400 km sydost om huvudstaden New Delhi. Arean är 96 kvadratkilometer.
Terrängen på Pātharpratima Island är mycket platt. Öns högsta punkt är 14 meter över havet. Den sträcker sig 16,9 kilometer i nord-sydlig riktning, och 12,4 kilometer i öst-västlig riktning.  Trakten runt Pātharpratima Island består till största delen av jordbruksmark.